# ザ・ブラック・ダリア・マーダー
ザ・ブラック・ダリア・マーダー（英: The Black Dahlia Murder）は、2000年にアメリカ合衆国・ミシガン州・デトロイトで結成されたメロディックデスメタルバンド。略称は主に「TBDM」、日本でのみ「ブラダリ」など。

## 略歴
2001年にブライアン・エスクバック (Rhythm G)とコリー・グレイディ (Ds)によって結成される。その後トレヴァー・スターナド (Vo)が加入し曲作りを開始。このころは、このほかのメンバーは流動的だった。そしてデイヴィッド・ロック (B)とジョン・ケンパイネン (Lead G)が加入し、初期のラインナップが完成。同年、デモ『What a Horrible Night to Have a Curse』をリリース。2002年、デモ『Demo 2002』をリリース。更にLovelost Recordsから4曲入りのEP『A Cold Blooded Epitaph』をリリース。このデモがきっかけで、新人ながらもアメリカの名門メタル・レーベル、メタル・ブレイド・レコーズと契約。
2003年に1stアルバム『Unhallowed』をリリースしデビューする。2004年に、結成時のメンバーでドラマーのコリーが脱退。翌年、新たにザック・ギブソン (Ds)が加入し、2ndアルバム『Miasma』をリリース。その年の暮れに、スウェーデンのデスラッシュバンド・インピオスとの「METAL BLADE JAPAN TOUR」が決定した。同年11月、ドラマーのザックとベーシストのデイヴィッドがバンドを脱退。バート・ウィリアムス (B)が加入する。しかし、後任のドラマーが結局見つからず、ヘルプとしてエンジェル・コープス、ナイルで活動していたトニー・ラウリーノがツアーに参加する。この他、ロック・フェスティバル・オズフェストの2ndステージにも出演した。
2006年にはツアーにピエール・ラングロワ (Dr)が参加。また、同年にはダイイング・フィータス、ヘイト・エターナルなどで活動していたケヴィン・タリーがライヴに参加した。同年にはLOUD PARK 06にて2度目の来日を果たしている。その後、元オール・ザット・リメインズで活動していたシャノン・ルーカスが加入した。
2007年、3rdアルバム『Nocturnal』をリリース。
2008年、初期からメンバーとして活動していたギタリストのジョンが脱退。代わってライアン・ナイト (Lead G)が加入した。翌年にリリースされたライブDVD『Majesty』ではメンバーとのあっさりとした別れのシーンが収録されているがインタビューでトレヴァーは、実際はもっと後味の悪い別れだったと語っている。ジョンはバンドをやめる際に自分の代わりとなるギタリストを事前に用意しており、バンドに彼を紹介するのと入れ替わりに出ていってしまったという。バンドは紹介されたギタリストに納得がいかなかったので、ジョン脱退後に行われたいくつかのライブはリードギターを除く4人で行ったという。
2009年、4thアルバム『Deflorate』、バンド初のライブDVDとなる『Majesty』をリリース。4thアルバム収録曲NecropolisはゲームSaints Row: The Thirdに使用されている。
2010年には、アンアース、Each Of The Daysとの「METAL BLADE JAPAN TOUR」が決定。3度目の来日公演を行った。
2011年、5thアルバム『Ritual』をリリース。
2012年、2月にニュークリア・アソルトとともに来日。4度目の来日公演を行った。同年には、ベーシストのバートとドラマーのシャノンが脱退。マックス・ラヴェル (B)とアラン・キャシディ (Ds)が加入した。
2013年、6thアルバム『Everblack』をリリース。
2014年、「Into The Everblack 2014 Japanese Tour」にてフレッシュゴッド・アポカリプス、デュー・センテッド、Tensions Ariseと共に来日。
2015年、7thアルバム『Abysmal』をリリース。
2018年、キャトル・デカピテイションと共に来日。
2022年5月、トレヴァー・スターナド（Vo)が死去。死因は明らかにされてないが、バンドの発表には全米自殺防止ライフラインの電話番号が掲載されている。同年9月、トレヴァーの後任をリズムギターのブライアンが務めるとDecibel誌で発表。後任のギターにはライアン・ナイトが復帰。同時にトレヴァーの追悼公演を地元のデトロイトで10月に行うと発表。
2025年2月、ギタリストのブランドン・エリスが脱退した。

## 音楽性
- アット・ザ・ゲイツやイン・フレイムス、ソイルワーク等のスウェディッシュ・メロディックデスメタル、同時にモービッド・エンジェル、マルヴォレント・クリエイションを代表とするフロリダ・デスメタルの影響を受けており、その影響が作品に表れているのが特徴である。
- また、他にもカーカス、ディセクション、エンペラー、サフォケイションなどを好きなバンドとして挙げている。

## バンド名の由来
バンド名の由来は1947年に、アメリカ合衆国・ロサンゼルスで起こった殺人事件（ブラック・ダリア事件）に由来する。この事件では、ブラック・ダリア (Black Dahlia)という通称で知られていたエリザベス・ショート (Elizabeth Short)が、上半身と下半身を真っ二つに切断され、血や内臓を全て綺麗に取り除かれた上、口を十字に切り裂かれた状態で発見されるという凄惨な事件であった。この内容に衝撃を受け、バンド名にはもってこいだとメンバーが思い決定した。

## メンバー

### 現在のメンバー
The Black Dahlia Murderのメンバーは、その音楽とは裏腹に全体的にコミカルな雰囲気である。プロモーション写真/ビデオではふざけあう姿が多く収録されている。来日を果たす前には、普段メンバー同士での話し合いをする機会が少なかった為に各人が今まで押し込めてきた感情が爆発、一時期トレヴァーがバンドを抜けるという事態にも陥ったことがある。しかし、その後彼らは和解し、以前よりも関係は良くなったとのこと。
- ボーカル: ブライアン・エスクバック (Brian Eschbach) (2001–)

ほとんどの作曲、編曲を担当。トレヴァーの死まではリズムギターを担当していた。
- ギター: ライアン・ナイト (Ryan Knight) (2009–2016, 2022-)

アーシスでも活動。
- ベース: マックス・ラヴェル (Max Lavelle) (2012–)

元ディスパイズド・アイコン
- ドラムス: アラン・キャシディ (Alan Cassidy) (2012-)

元アビゲイル・ウィリアムズ

### 旧メンバー
- ボーカル: トレヴァー・スターナド (Trevor Strnad 1981年5月3日 - 2022年5月11日[6]) (2001–2022)

全ての作詞を担当。凶悪な歌詞を書くようになった理由は、彼が若い頃からカニバリズムに関する本を読んでいたから、という事である。
- リードギター: ジョン・デーリング (John Deering) (2001-2002)
- リードギター: ジョン・ケンパイネン (John Kempainen) (2002-2008)
- リードギター: ブランドン・エリス (Brandon Ellis) (2016–2025)

アーシス、カンナビス・コープスでも活動。
- ベース: ジョー・ボッキュート (Joe Boccuto) (2001)
- ベース: マーロン・オーリン (Mahlon Orrin) (2001)
- ベース: マーク・ラタイ (Mark Ratay) (2001)
- ベース: マイク・シェップマン (Mike Schepman) (2001)
- ベース: ショーン・ゴーヴロー (Sean Gauvreau) (2001-2002)
- ベース: デイヴィッド・ロック (David Lock) (2002-2005)
- ベース: バート・ウィリアムス (Ryan "Bart" Williams) (2005-2012)
- ドラムス: コリー・グレイディ (Cory Grady) (2001-2004)
- ドラムス: ザック・ギブソン (Zach Gibson) (2005)
- ドラムス: シャノン・ルーカス (Shannon Lucas) (2007-2012)

## ディスコグラフィ
デモ
| 発表年 | タイトル                              |
| ------ | ------------------------------------- |
| 2001年 | What a Horrible Night to Have a Curse |
| 2002年 | A Cold-Blooded Epitaph                |

アルバム
| 発表年 | タイトル   | 備考 |
| ------ | ---------- | --- |
| 2003年 | Unhallowed | 日本盤には、"Elder Misanthropy" のライブ映像が収録されている。 当時ドラマーを務めていた Cory Grady はYouTubeにこの映像をアップロードしており、撮影されたのは2002年の春であること、 そして自身が若干17歳であったことをコメントしている。 デビューアルバムも発売していない頃のため、ライブハウスが非常に小さく狭いことが映像からわかる。 |
| 2005年 | Miasma     | |
| 2007年 | Nocturnal  | |
| 2009年 | Deflorate  | |
| 2011年 | Ritual     | |
| 2013年 | Everblack  | |
| 2015年 | Abysmal    | |
| 2020年 | Verminous  | |

ビデオ
| 発表年 | タイトル     |
| ------ | ------------ |
| 2009年 | Majesty      |
| 2014年 | Fool 'Em All |